# Nunataki Cheljuskina
Nunataki Cheljuskina är en nunatak i Antarktis. Den ligger i Östantarktis. Australien gör anspråk på området. Toppen på Nunataki Cheljuskina är 1 664 meter över havet.
Terrängen runt Nunataki Cheljuskina är huvudsakligen lite kuperad. Trakten är obefolkad. Det finns inga samhällen i närheten.